# Marci Macre
Marci Macre (en llatí: Marcius Macer) va ser el capità dels gladiadors de l'exèrcit de l'emperador Otó l'any 69.
Va pujar pel riu Po (Padus) amb un destacament de la flota de Ravenna i va foragitar als vitel·lians de la banda esquerra del riu, però abans de la derrota final d'Otó a la primera batalla de Bedríacum, l'emperador li va retirar el comandament per alguna raó. Vitel·li va esborrar el seu nom de la llista de cònsols sufectes de l'any 69.